# Un centesimo di secondo
Un centesimo di secondo è un film del 1981 diretto da Duccio Tessari con Gustav Thöni nel ruolo del protagonista.

## Trama
Il film, l'unico in cui apparve il celebre campione di sci alpino Gustav Thöni, fu girato subito dopo il suo ritiro dalle competizioni ed è vagamente ispirato alla tragica vicenda di Leonardo David e alla leggendaria discesa libera di Thöni a Kitzbühel del 1975, nella quale giunse secondo dietro a Franz Klammer per appena tre millesimi di secondo (un centesimo, secondo l'approssimazione vigente in anni più recenti).

## Accoglienza
Stroncato dalla critica, il film ha avuto scarso successo anche al botteghino.